# Netelia brunnea
Netelia brunnea là một loài tò vò trong họ Ichneumonidae.